# أبوسوم رمادي قصير الذيل
أبوسوم رمادي قصير الذيل (الاسم العلمي:Monodelphis domestica)، هو نوع من الأبوسوم يتواجد في أمريكا الجنوبية.